# Philodendron ampullaceum
Philodendron ampullaceum är en kallaväxtart som beskrevs av George Sydney Bunting. Philodendron ampullaceum ingår i släktet Philodendron och familjen kallaväxter. Inga underarter finns listade.